# 21 قانونا لا يقبل الجدل في القيادة
21 قانونًا لا يقبل الجدل في القيادة: اتبعها وسيتبعك الناس، هو كتاب ألفه جون سي ماكسويل ونشره توماس نيلسون عام 1992.  هو واحد من عدة كتب لماكسويل حول موضوع القيادة. إنه الكتاب الذي اشتهر به. تم إدراج الكتاب في قائمة أفضل البائعين في نيويورك تايمز في أبريل 1999  بعد أن تلاعبت شركة رزلتيورس بالقائمة بجعلها تبدو وكأنها نسخ من 21 قانونًا لا يقبل الجدل للقيادة تم شراؤها من قبل آلاف الأفراد عندما، في الواقع، قامت رزلتسورس ببساطة بإجراء طلب بالجملة من الكتاب. وتم بيع الكتاب أكثر من مليون نسخة بحلول عام 2015. كان رجل الأعمال المسيحي جون فولكنر مصدر إلهام لتأسيس مجلة الأعمال المسيحية عشرتان عندما قرأ 21 قانونًا لا يقبل الجدل للقيادة. وايضا قرأ لاعب كرة السلة المحترف هاريسون بارنز الكتاب وتحدث عنه بشكل إيجابي. كتبت آني جريفيرز من مجلة عالم السباحة عن كتاب ماكسويل، «إنه جبني، لكن... لقد أفادني بعض الشيء». انتقد كاتب العمود مايكل هيلتزيك من صحيفة لوس أنجلوس تايمز ماكسويل لتضمينه في الكتاب «النص الخفي الخبيث... أن العوامل الخارجية لا علاقة لها بفشلك»، وهو التأكيد الذي يجادل هيلتزيك بأن الدراسات البحثية أثبتت خطأه. طورت مجموعات العقل المدبر لفريق جون ماكسويل من المبادئ الواردة في هذا الكتاب.

## فهرس
- جون سي ماكسويل (1998). The 21 Irrefutable Laws of Leadership: Follow Them and People Will Follow You. ISBN:9780785274315.